# 中南

中国中南地区

中南（ちゅうなん、拼音: Zhōngnán）は中国の六大地理大区の一つで中国大陸南部中央の地域。華南と華中の一部により構成されている。

## 該当する一級行政区画
- 河南省
- 湖北省
- 湖南省
- 広東省
- 広西チワン族自治区
- 海南省
- 中国に返還後の香港特別行政区及びマカオ特別行政区